# Деревня
Дере́вня — небольшое крестьянское селение, один из видов населённых пунктов и адресных объектов.
На начало XX века основным отличием деревни от села являлись отсутствие в деревне церкви и размеры деревни.  Термин деревня может применяться не только к малым населённым пунктам России, но также к небольшим поселениям эпохи неолита в Африке, а также к поселениям Ближнего Востока, Америки и Океании.
В современном русском языке термин «деревня» используется для обозначения любых сельских населённых пунктов, например: Деревни КНР, Деревни с укреплёнными церквями в Трансильвании.

## Происхождение слова
Вопреки распространённому мнению, деревня называется так не потому, что дома в ней раньше были деревянные. В значении «крестьянское селение» слово «деревня» стало употребляться в XVII—XVIII веках, а до этого оно означало «двор», ещё раньше — «пахотное поле». В литературном памятнике XVI в. — «Домострое» — можно встретить выражение «пахать деревню». Самое же древнее значение слова «деревня» — очищенное от леса (то есть как раз от деревьев) место для нивы. Так, в литовском языке сохранилось слово dirva — «нива». Одни языковеды связывают это слово с глаголом «драть»: по их мнению, оно значило «место, на котором выдран, выкорчеван лес». Другие полагают, что оно ближе к слову «дерево» и только через его посредство сближается с понятием «выдирание», «выкорчевывание».

## Вопрос перевода
Английским соответствием понятия деревня является village: ср. устойчивый перевод «Глобальная деревня» (англ. Global village). Немецким соответствием является слово dorf: топоним Нойдорф обыкновенно передаётся на русский язык как «новая деревня». В некоторых других славянских языках русское слово «деревня» переводится как «село» (хорв. selo; серб. село; болг. село; укр. село), поэтому нередко применительно к регионам распространения этих языков это слово сохраняется без перевода. Применительно к Болгарии село является синонимом деревни.
В США и ряде других англоязычных стран слово village (деревня) в настоящее время означает просто поселение, более мелкое, чем город (при этом его жители могут не заниматься сельским хозяйством).

## Деревни, сёла и посёлки
Различные типы малых населённых пунктов могут напоминать друг друга. Тем не менее село обыкновенно крупнее деревни, а посёлок имеет меньшую историю[прояснить], а хутор — ещё меньше[прояснить]. Посёлок, как правило, может быть дачным, шахтёрским или городского типа, а село не может состоять из пары-тройки дворов. Например, Редкодубье насчитывает свыше 1000 жителей.

## Демография деревень
В средневековой Германии в городах на каждый брак приходилось 3,5 рождений, а в сельской местности рождаемость была выше: в нескольких сельских приходах округа Тольц в первой половине XVII в. на 327 ежегодных рождений приходилось 63 брака — иными словами, 5,2 крещения на брак.
Ранее специалисты считали, что в городах в целом и особенно в крупных городах, в частности, уровень рождаемости ниже среднего по странам, однако недавние исследования показали, что только в развивающихся странах рождаемость в городах всегда ниже рождаемости в сельской местности. При этом в экономически самых развитых государствах уровень рождаемости во многих крупных городах выше средних значений по стране.
В 1859—1863 годах рождаемость в российских городах составляла 45,9 детей на 1000 жителей, а в деревнях — 50,9 детей на 1000 жителей, что в 1,1 раза больше. В 1909—1913 годах рождаемость в российских городах составляла 33,9 ребёнка на 1000, а в деревнях — 44,3.
С поколений, родившихся в середине 1920-х годов, и до поколений конца 1940-х падение рождаемости продолжалось более медленными темпами и только у городского населения. У сельского населения падение рождаемости остановилось у поколения, которое родилось в середине 1920-х годов и возобновилось с 1930-х годов.
Если в 1960—1980-е годы коэффициент суммарной рождаемости на селе был выше «городского» примерно на 1 ребёнка, то в 2001—2006-е годы — только на 0,4. В 2007 году сильное увеличение этого коэффициента было зарегистрировано в сельских поселениях — почти на 0,2 (с 1,611 до 1,798), тогда как в городских поселениях — менее, чем на 0,1 (с 1,199 до 1,283). В 2008 году рост коэффициента суммарной рождаемости замедлился, увеличившись примерно одинаково и в городе, и на селе (соответственно, до 1,366 и 1,894). Различие коэффициента суммарной рождаемости сельского населения над городским превысило 0,5.
По данным Росстата, среднероссийский коэффициент суммарной рождаемости составляет 1,75, в городе — 1,59, на селе — 2,34.

## Социально-экономический уклад
В начале XXI века деревня является в России самой многочисленной формой поселений, хотя основное количество жителей страны проживает в городах.
Преобладающее занятие жителей (обычно крестьян) — сельское хозяйство, промыслы.
С наступлением индустриальной эпохи количество деревень во всём мире неуклонно снижается, так как многие жители из деревень стремятся перебраться в крупные города ради удобного жилья и более высоких зарплат, и деревни постепенно становятся заброшенными.
Существует и обратная тенденция. Стремление к покою и тишине традиционно увлекало людей пенсионного возраста и творческую интеллигенцию приобрести или построить домик в деревне. С развитием же интернет-технологий жителям крупных городов открылась возможность быть более не привязанными к месту работы и воплотить давнюю мечту о гармоничной жизни на лоне природы — vita rustica. С другой стороны, в свете невероятных увеличений цен на коммунальные, медицинские услуги и экологически чистые продукты питания жизнь в деревне становится экономически более привлекательной. С учётом того, что некогда городские бытовые удобства (газ, электричество, водопровод, канализация, телефон, интернет) развиваются в деревне, мнение о более удобном городском жилье становится спорным.

## Деревня как собственность в России в XVII — начале XX веках

### Пути приобретения и виды документов на право владения деревнями
- Наследство от родителей — по духовному завещанию.
- Дар от родственников — по дарственной записи или духовному завещанию.
- Раздел между братьями и сёстрами после покойного родителя — по раздельной записи (акту).
- В приданое за женой — по заговорной записи.
- Покупка от родственников или посторонних лиц — по купчей.
- Превращение просроченной закладной частному лицу в купчую.
- Покупка имений, описанных за неуплату долга, с публичных торгов — по купчей.
- В старину царское пожалование за военные заслуги («выслуженные вотчины» и поместья) — по жалованным или данным грамотам.
- Царское пожалование за особые заслуги — по указу[28].

## Деревня в искусстве
Понятие деревни как «отчего дома» ранее часто служило объектом литературного творчества, находило отображение в поэзии (А. Пушкин, Н. Некрасов, С. Есенин). В начале второй части поэмы Евгений Онегин деревня включает в себя «господский дом», сад, луга и нивы. Известен стихами о деревне русский поэт-самоучка, представитель «крестьянского» направления И. Суриков — автор хрестоматийного стихотворения «Детство» («Вот моя деревня, // Вот мой дом родной…»). В советское время в прозе сформировалось литературное направление: писателей, писавших о деревне и её жителях, называли «деревенщиками». Одной из вершин «деревенской прозы» является повесть В. Распутина «Прощание с Матёрой», где описана драма жителей деревни, которая в результате постройки ГЭС и образования водохранилища уйдет под воду.